# Nederlands Kamerorkest
Het Nederlands Kamerorkest (NKO) is een kamerorkest dat samen met het Nederlands Philharmonisch Orkest (NPO) deel uitmaakt van de Stichting Nederlands Philharmonisch Orkest. Het NKO bestaat uit een vaste kern van ruim 20 strijkers. Het ensemble heeft geen eigen blazers (en slagwerk en harp), maar deelt deze met het Nederlands Philharmonisch Orkest. Thuisbasis en repetitielocatie van het orkest was tot begin 2012 de Beurs van Berlage in Amsterdam. Vanaf 2012 is de thuisbasis de Gerardus Majellakerk.

## Geschiedenis
Het Nederlands Kamerorkest werd opgericht in 1955. Het eerste concert vond plaats tijdens het Holland Festival dat jaar. In 1985 werd het NKO gedwongen te fuseren met het Amsterdams Philharmonisch Orkest en het Utrechts Symfonie Orkest in de Stichting Nederlands Philharmonisch Orkest. Hierin bleef het Nederlands Kamerorkest wel als vaste kern bestaan. In 2005 werd het 50-jarig jubileum gevierd met onder andere een concert in het Concertgebouw.

## Dirigenten en muzikaal leiders
De violist en dirigent Szymon Goldberg was muzikaal leider vanaf de oprichting van het orkest in 1955 tot 1979. Hij benoemde David Zinman tot tweede dirigent. Onder hun leiding groeide het ensemble naar een hoog internationaal niveau. Van 1979-1986 het orkest geleid door Antoni Ros-Marbà. Van 1986-2002 was Hartmut Haenchen chef-dirigent van het ensemble (en van het Nederlands Philharmonisch Orkest) met Philippe Entremont als vaste gastdirigent. In 2003 werd hij opgevolgd door Yakov Kreizberg. Sinds 2004 is Gordan Nikolić concertmeester en muzikaal leider van het Nederlands Kamerorkest. Hij leidt het orkest regelmatig als concertmeester, dus zonder dirigent.
Het NKO werkte ook veel met gastdirigenten, zoals Darius Milhaud, Rudolf Barschai, Carlo Maria Giulini, Erich Leinsdorf, Yehudi Menuhin, Hans Vonk en Edo de Waart.

## Activiteiten
Het NKO speelt in het Concertgebouw en in de andere belangrijke muziekzalen in Nederland, meestal zo’n 15 concerten per jaar. Het orkest maakte tournees naar Verenigde Staten, Midden- en Zuid-Amerika, Canada, Australië, Japan, China en de meeste landen in Europa. Het speelde op festivals als de Wiener Festwochen, Prager Frühling, Edinburgh Festival, Festival de Granada en La Folle Journée (Nantes 2002).
Enkele bekende solisten die speelden met het KNO waren Elly Ameling, Maurice André, Martha Argerich, Vladimir Asjkenazi, Alfred Brendel, Gidon Kremer, Radu Lupu, Anne-Sophie Mutter, Isabelle van Keulen, Jean-Pierre Rampal, Marie-Claire Alain, Han de Vries en Mstislav Rostropovitsj. Christian Zacharias leidde vanachter de vleugel in een driejarig project de complete pianoconcerten van Mozart.

## Opera
Het NKO begeleidt tevens een aantal producties per seizoen bij De Nationale Opera, voorheen De Nederlandse Opera. Hierbij waren opera's van Rossini (onder andere Il barbiere di Siviglia), Bellini (Norma) en Mozart (onder andere La clemenza di Tito o.l.v. Hartmut Haenchen, Lucio Silla o.l.v. Adam Fischer, en onder leiding van Ingo Metzmacher de Mozart/Da Ponte-Trilogie: Così fan tutte, Don Giovanni en Le nozze di Figaro). Daarnaast speelt het orkest regelmatig hedendaagse opera’s: in 2001 speelde het orkest de wereldpremière van Alice van Alexander Knaifel, in 2003 volgde een productie van de opera Tea van de Chinees/Amerikaanse componist Tan Dun.

## Opnamen
Het Nederlands Kamerorkest maakte diverse opnamen op lp, waarvan sommige opnieuw zijn uitgebracht op cd: onder andere pianoconcert van Mozart met Martha Argerich en de Bach-opnamen van Szymon Goldberg. Nieuwe cd-opnamen voor het label PentaTone zijn in voorbereiding.